# León Picardo

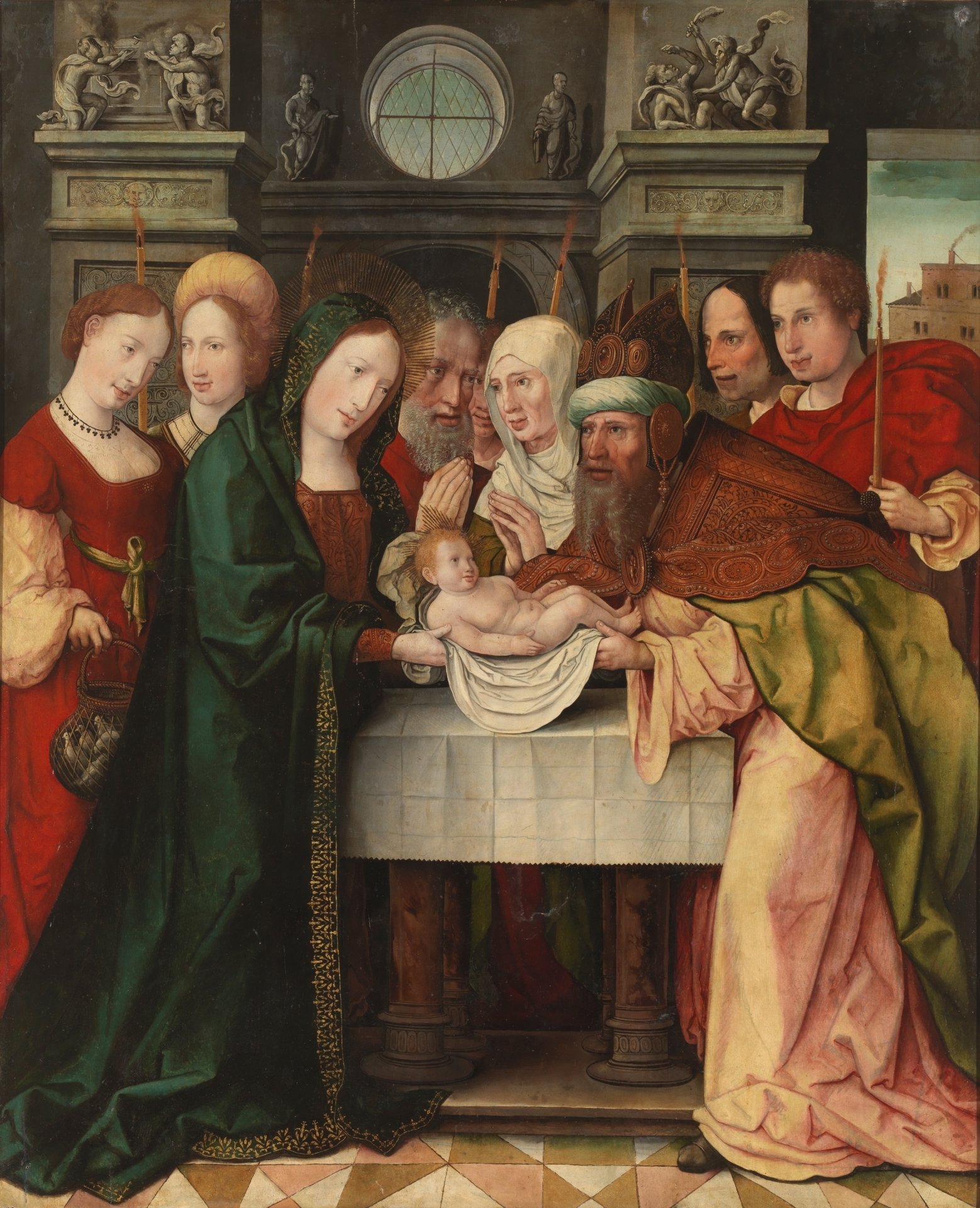
La Purificación, Museo del Prado, Madrid.

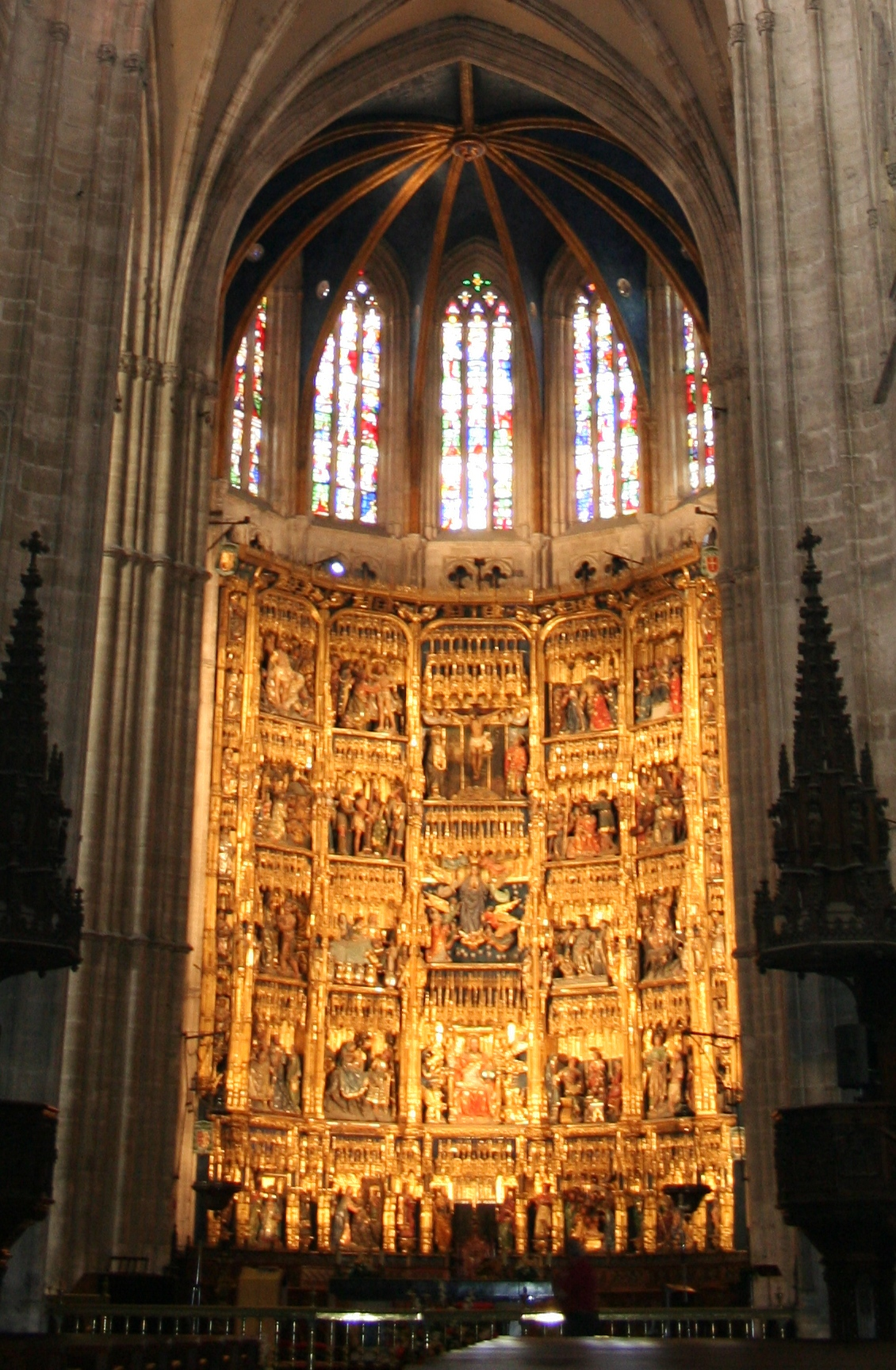
Retablo mayor de la catedral de Oviedo. León Picardo trabajó en él entre 1529 y 1531.

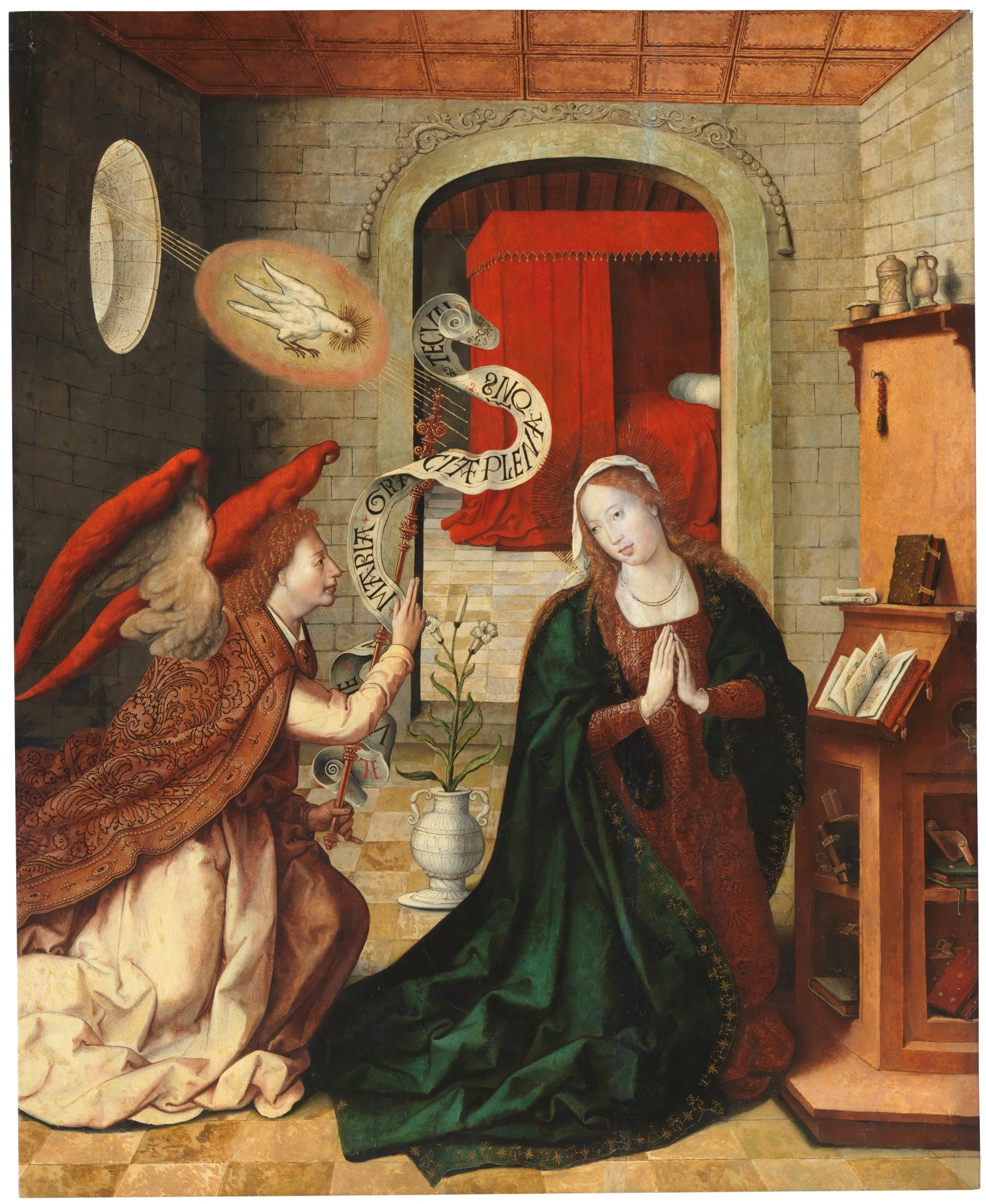
La Anunciación, en el Museo del Prado de Madrid.

León Picardo (fallecido en Burgos en 1541) fue un pintor español al que se le supone origen francés (concretamente de Picardía, de ahí su apellido), activo en Castilla durante el primer tercio del siglo XVI, muy prestigioso en su época pese a que hoy se le considera un artista de calidad discreta. Debió de disponer de un amplio taller para atender sus encargos y su actividad económica más productiva fue la de dorador-estofador de retablos.

## Biografía
Se supone que se formó en Flandes, en el círculo de Quentin Massys. En 1509 ya estaba instalado en la ciudad de Burgos, donde figura como vecino de la parroquia de San Gil. Trabajó para importantes clientes, como la Casa de Velasco o el cardenal Cisneros, y alcanzó gran fama, hasta el extremo de que Diego de Sagredo le convierte en protagonista de su obra Medidas del romano (1526). Colaboró con los escultores Felipe Bigarny y Diego de Siloé en el dorado de retablos. Entre 1529 y 1531 terminó la policromía del retablo mayor de la catedral de Oviedo. 
De las muchas obras que se le atribuyen, la única documentada es la tabla del Martirio de San Vicente, pintada originalmente para el santuario de Santa Casilda y expuesta actualmente en el museo de la catedral de Burgos.
También hay varias tablas en el Museo del Prado atribuidas a Picardo: dos de tema mariano procedentes del monasterio de Támara de Campos (una Anunciación y una Purificación) y un Paisaje con arquitectura.
Se le ha atribuido el retablo de San Bartolomé encomendado por la familia Gumiel para la iglesia de San Esteban de Burgos (actualmente en la de San Lesmes), obra de gran calidad pero cuya asignación a Picardo resulta problemática.
Fue sepultado en el desaparecido convento de San Pablo de Burgos. Los frailes de dicho convento le consideraban «muy amigo de esta casa».

## Influencia
Muchos autores burgaleses del primer tercio del XVI muestran gran influencia del estilo de Picardo. Fuera del ámbito local, destaca como seguidor de Picardo el Maestro de Llanes (autor de retablos en la colegiata de Santillana del Mar y en Llanes).